# SWIN-E
SWIN-E是上海依海影视文化传播有限公司（母公司：海尧控股）于2016年10月18日推出的10人男子流行演唱团体SWIN影视小分队，由4位成员左其铂、朱云龙、田书臣、苟晨浩宇组成。11月3日，SWIN发行首支MV《New World》。2017年初，音乐小分队SWIN-S成员蔡徐坤因不公平合约纠纷及个人原因退出组合，公司合并SWIN-S和SWIN-E成员为9人一体形式，不再分组。随后，部分成员也陆续退出SWIN组合。现在该组合以5人形式活动。

## 介绍
SWIN-E表示作为影视组合，这是一个挑战，但也享受挑战。做歌手是在做自己，但做演员可以尝试不同的人生，是一次非常好的体验。 现场也同 S  队成员们表演新歌《NEW WORLD》。谈及新歌《NEW WORLD》，SWIN-E成员们表示这首新歌寓意如何创造一个新世界。'母队成员蔡徐坤表示：“这次新歌准备了很久，粉丝也等了很久，经过长时间训练，希望让大家看到最好的我们。”谈到与其他男团的最大区别与优势，成员们谦虚表示最重要的是做好自己，会向前辈们学习，也希望把最真实的一面带给大家。现场SWIN-E还表演了新歌《NEW WORLD》，让粉丝们大饱眼福。
值得一提的是，现场还播放了SWIN-E“毕业影片-《正青春》”。队长左其铂表示：“正青春是一个正能量的词，遇到挫折问题不大，最终四人合力克服困难也是一种青春的表现。”

## 成員列表
| 本名     | 出生日期 籍貫                     |
| 田书臣   | 1994年10月26日 中华人民共和国辽宁 |
| 左其铂   | 1992年1月19日 中华人民共和国四川  |
| 朱云龙   | 1992年4月13日 新加坡              |
| 苟晨浩宇 | 1994年4月27日 中华人民共和国四川  |